# 恋爱前规则
《恋爱前规则》（英語：My Airhostess Roommate）是中国大陆爱情片、青春片、喜剧片，改编自三十《和空姐同居的日子》，导演蒋钦民、主演王珞丹、陈柏霖、周奇奇。

## 剧情
该片讲述了21世纪青年“陆飞”、“冉静”、“乐乐”追求爱情和幸福人生的故事。

## 演出

### 主演
| 演员   | 角色 | 备注             |
| 陈柏霖 | 陆飞 |                  |
| 王珞丹 | 冉静 | 空姐             |
| 周奇奇 | 乐乐 | 冉静的閨蜜，空姐 |

### 其他
| 演员           | 角色   | 备注       |
| 連偉健（連晉） |        | 冉静的叔叔 |
| 丁海峰         | 吳青   |            |
| 林秀玲         |        | 陸飛的母親 |
| 郭家铭         | 張警官 |            |
| 邹俊百         | 送貨員 |            |
| 肌肉男         | 俊龍   |            |
| 張宇鵬         | 白領男 |            |
| 杜娟           | 空服員 |            |
| 徐茜茹         | 空服員 |            |
| 王琦           | 空服員 |            |

## 曲目
- 主题曲：《恋爱超娱乐》，演唱者：杨坤、尚雯婕。
- 片尾曲：《亡羊补牢》，演唱者：史光辉。

## 花絮
该片曾是一周的票房冠军，首日票房就破了100万元人民币。
该片标志着王珞丹的转型，从天真浪漫到成熟稳重。
该片里，王珞丹出演的女主角“冉静”上演了“女追男”的故事。

## 奖项
| 年份 | 奖项                       | 奖项细分     | 是否得奖 | 备注 |
| ---- | -------------------------- | ------------ | -------- | ---- |
| 2009 | 第七届欧洲摩纳哥国际电影节 | 评委会大奖   | 獲獎     |      |
| 2009 | 第七届欧洲摩纳哥国际电影节 | 艺术创意奖   | 獲獎     |      |
| 2009 | 第七届欧洲摩纳哥国际电影节 | 最佳制片人奖 | 獲獎     |      |